# Дегидроаскорбиновая кислота
Дегидроаскорбиновая кислота (ДГК) представляет собой окисленную форму аскорбиновой кислоты (витамина С). Он активно импортируется в эндоплазматический ретикулум клеток через переносчики глюкозы. Он задерживается там путем восстановления обратно до аскорбата глутатионом и другими тиолами. Свободный химический радикал семидегидроаскорбиновой кислоты (SDA) также принадлежит к группе окисленных аскорбиновых кислот.

## Структура и физиология
Хотя существует натрий-зависимый переносчик витамина С, он присутствует в основном в специализированных клетках, в то время как переносчики глюкозы, наиболее заметным из которых является GLUT1, транспортируют витамин С (в его окисленной форме, ДГК) в большинстве клеток, где происходит рециркуляция. обратно к аскорбату генерирует необходимый кофактор фермента и внутриклеточный антиоксидант (см. Транспорт в митохондрии).
Структура, показанная здесь для DHA, является обычно показанной структурой учебника. Однако этот 1,2,3-трикарбонил слишком электрофилен, чтобы выжить в водном растворе более нескольких миллисекунд. Фактическая структура, показанная спектроскопическими исследованиями, является результатом быстрого образования полукеталя между 6-ОН и 3-карбонильными группами. Также наблюдается гидратация 2-карбонила. Обычно считается, что время жизни стабилизированных видов составляет около 6 минут в биологических условиях. Разрушение происходит в результате необратимого гидролиза сложноэфирной связи с последующими дополнительными реакциями разложения. Кристаллизация растворов ДГК дает структуру пентациклического димера неопределенной стабильности. Повторное использование аскорбата путем активного транспорта ДГК в клетки с последующим восстановлением и повторным использованием снижает неспособность людей синтезировать его из глюкозы.

Равновесия гидратации DHA — преобладает полукетальная структура (в центре).

### Транспорт в митохондрии
Витамин С накапливается в митохондриях, где вырабатывается большая часть свободных радикалов, поступая в виде ДГК через переносчик глюкозы GLUT10. Аскорбиновая кислота защищает митохондриальный геном и мембрану.

### Транспорт в мозг
Витамин С не попадает из кровотока в головной мозг, хотя мозг является одним из органов, в которых содержится наибольшая концентрация витамина С. Вместо этого ДГК транспортируется через гематоэнцефалический барьер с помощью транспортеров GLUT1, а затем снова превращается в аскорбат.

## Использование
Дегидроаскорбиновая кислота используется в качестве пищевой добавки с витамином С.
В качестве косметического ингредиента дегидроаскорбиновая кислота используется для улучшения внешнего вида кожи. Его можно использовать в процессе перманентной завивки волос и в процессе автозагара кожи.
В среде для выращивания клеточных культур дегидроаскорбиновая кислота использовалась для обеспечения поглощения витамина С типами клеток, которые не содержат переносчиков аскорбиновой кислоты.
Некоторые исследования показали, что введение дегидроаскорбиновой кислоты в качестве фармацевтического агента может обеспечить защиту от повреждения нейронов после ишемического инсульта. В литературе содержится много сообщений о противовирусных эффектах витамина С, и одно исследование предполагает, что дегидроаскорбиновая кислота обладает более сильным противовирусным действием и другим механизмом действия, чем аскорбиновая кислота. Было показано, что растворы в воде, содержащие аскорбиновую кислоту и ионы меди и/или пероксид, что приводит к быстрому окислению аскорбиновой кислоты в дегидроаскорбиновую кислоту, обладают сильными, но кратковременными антимикробными, противогрибковыми и противовирусными свойствами и используются для лечения гингивита., пародонтоз и зубной налет. Фармацевтический продукт под названием Аскоксал является примером такого раствора, используемого для полоскания рта в качестве перорального муколитического и профилактического средства против гингивита. Раствор аскоксала также был испытан с положительными результатами в качестве средства для лечения рецидивирующего слизисто-кожного герпеса и в качестве муколитического средства при острых и хронических легочных заболеваниях, таких как эмфизема, бронхит и астма, при вдыхании аэрозолей.

## Использованная литература
1. ↑  May, J. M. (1998). Ascorbate function and metabolism in the human erythrocyte. Frontiers in Bioscience. 3 (4): d1—10. doi:10.2741/a262. PMID 9405334.
2. ↑  Welch, R. W. (1995). Accumulation of Vitamin C (Ascorbate) and Its Oxidized Metabolite Dehydroascorbic Acid Occurs by Separate Mechanisms. Journal of Biological Chemistry. 270 (21): 12584–12592. doi:10.1074/jbc.270.21.12584. PMID 7759506.
3. ↑  Lee, Y. C. (2010). Mitochondrial GLUT10 facilitates dehydroascorbic acid import and protects cells against oxidative stress: Mechanistic insight into arterial tortuosity syndrome. Human Molecular Genetics. 19 (19): 3721–33. doi:10.1093/hmg/ddq286. PMID 20639396.
4. ↑  Kerber, R. C. (2008). "As Simple as Possible, but Not Simpler"—The Case of Dehydroascorbic Acid. Journal of Chemical Education. 85 (9): 1237. Bibcode:2008JChEd..85.1237K. doi:10.1021/ed085p1237.
5. ↑  
May, J. M. (1998). Ascorbate function and metabolism in the human erythrocyte. Frontiers in Bioscience. 3 (4): d1—10. doi:10.2741/a262. PMID 9405334.
6. ↑  Kimoto, E. (1993). Analysis of the transformation products of dehydro-L-ascorbic acid by ion-pairing high-performance liquid chromatography. Analytical Biochemistry. 214 (1): 38–44. doi:10.1006/abio.1993.1453. PMID 8250252.
7. ↑  Montel-Hagen, A. (2008). Erythrocyte Glut1 triggers dehydroascorbic acid uptake in mammals unable to synthesize vitamin C. Cell. 132 (6): 1039–48. doi:10.1016/j.cell.2008.01.042. PMID 18358815.
8. ↑  
Lee, Y. C. (2010). Mitochondrial GLUT10 facilitates dehydroascorbic acid import and protects cells against oxidative stress: Mechanistic insight into arterial tortuosity syndrome. Human Molecular Genetics. 19 (19): 3721–33. doi:10.1093/hmg/ddq286. PMID 20639396.
9. ↑  Huang, J. (2001). Dehydroascorbic acid, a blood–brain barrier transportable form of vitamin C, mediates potent cerebroprotection in experimental stroke. Proceedings of the National Academy of Sciences of the United States of America. 98 (20): 11720–11724. Bibcode:2001PNAS...9811720H. doi:10.1073/pnas.171325998. PMC 58796. PMID 11573006.
10. ↑  Higdon, Jane. The Bioavailability of Different Forms of Vitamin C. The Linus Pauling Institute (май 2001). Дата обращения: 10 ноября 2010. Архивировано 13 марта 2015 года.
11. ↑   https://www.researchgate.net/publication/225274699 {{citation}}: |title= пропущен или пуст (справка)
12. ↑  US Patent 6,506,373 Архивная копия от 25 декабря 2020 на Wayback Machine (issued Jan. 14, 2003)
13. ↑  U.S. Patent Application No. 10/685,073 Архивная копия от 25 декабря 2020 на Wayback Machine Publication No. 20100221203 (published Sept. 2, 2010)
14. ↑  Heaney, Mark L.; Gardner, Jeffrey R.; Karasavvas, Nicos; Golde, David W.; Scheinberg, David A.; Smith, Emily A.; O'Connor, Owen A. (2008). Vitamin C antagonizes the cytotoxic effects of antineoplastic drugs. Cancer Research. 68 (19): 8031–8038. doi:10.1158/0008-5472.CAN-08-1490. PMC 3695824. PMID 18829561.
15. ↑  Huang, J. (2001). Dehydroascorbic acid, a blood–brain barrier transportable form of vitamin C, mediates potent cerebroprotection in experimental stroke. Proceedings of the National Academy of Sciences of the United States of America. 98 (20): 11720–11724. Bibcode:2001PNAS...9811720H. doi:10.1073/pnas.171325998. PMC 58796. PMID 11573006.
16. ↑  Jariwalla, R.J. & Harakeh S. (1997). Mechanisms underlying the action of vitamin C in viral and immunodeficiency disease. In L. Packer & J. Fuchs (Eds.), Vitamin C in health and disease (pp. 309—322). New York:Marcell Dekker, Inc.
17. ↑  Koyama; Uozaki, M.; Yamasaki, H.; Arakawa, T.; Arita, M.; Koyama, A. H. (2008). Antiviral effects of ascorbic and dehydroascorbic acids in vitro. International Journal of Molecular Medicine. 22 (4): 541–545. doi:10.3892/ijmm_00000053. PMID 18813862.
18. ↑  Ericsson, Sten et al. «Anti Infectant Topical Preparations.» U.S. Patent 3,065,139, filed Nov. 9, 1954 and issued Nov. 20, 1962. Дата обращения: 24 сентября 2022. Архивировано 4 марта 2016 года.
19. 1 2  Fine, Daniel. «Gel composition for reduction of gingival inflammation and retardation of dental plaque.» U.S Patent 5,298,237, filed Jan.24, 1992 and issued March 29, 1994. Дата обращения: 24 сентября 2022. Архивировано 4 марта 2016 года.
20. 1 2  Hovi, T.; Hirvimies, A.; Stenvik, M.; Vuola, E.; Pippuri, R. (1995). Topical treatment of recurrent mucocutaneous herpes with ascorbic acid-containing solution. Antiviral Res. 27 (3): 263–70. doi:10.1016/0166-3542(95)00010-j. PMID 8540748.
21. ↑  Fisher, A. J.; Ten Pas, R. H. (1966). Clinical evaluation of Ascoxal: a new mucolytic agent. Anesthesia and Analgesia. 45 (5): 531–534. doi:10.1213/00000539-196645050-00003. PMID 5330913.

## Дальнейшее чтение
- Nualart, Francisco J.; Rivas, Coralia I.; Montecinos, Viviana P.; Godoy, Alejandro S.; Guaiquil, Victor H.; Golde, David W.; Vera, Juan Carlos (2003). Recycling of vitamin C by a bystander effect. J Biol Chem. 278 (12): 10128–33. doi:10.1074/jbc.M210686200. PMID 12435736.